# Hrvatske željeznice

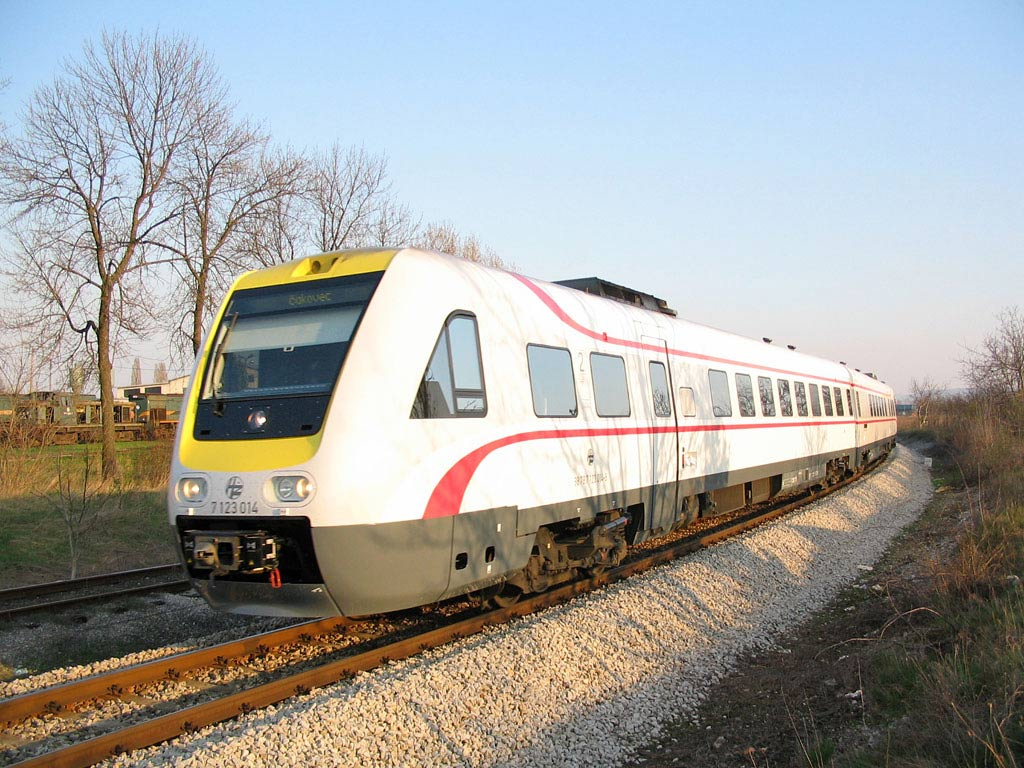
Pociąg ICN HŽ

Hrvatske željeznice (HŽ) – dawne chorwackie koleje państwowe utworzone w 1991, z siedzibą w Zagrzebiu.
Przedsiębiorstwo zarządzało 2978 km linii kolejowych (41,3% zelektryfikowanych).

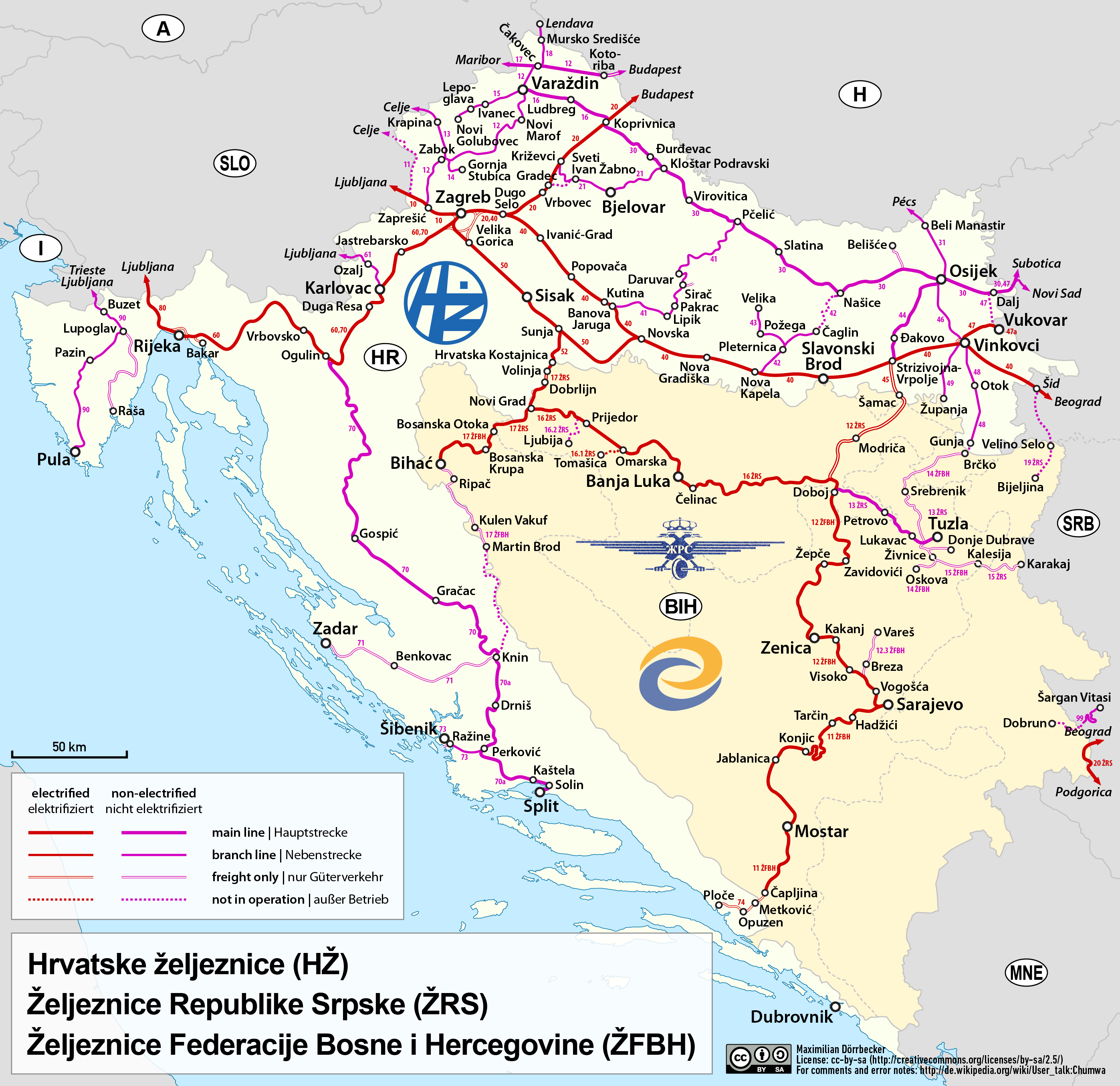
Schemat sieci kolejowej w Chorwacji